# سیارک ۲۱۴۳۲
سیارک ۲۱۴۳۲ (به انگلیسی: 21432 Polingloh، نامگذاری:1998FJ115) بیست و یک هزار و چهارصد و سی و دومین سیارک کشف شده‌است که در ۳۱ مارس ۱۹۹۸ کشف شد.
قدر مطلق سیارک برابر ۹.۳ است.